# John Gray (socialista)
John Gray (1799-26 de abril de 1883) fue un economista escocés, miembro destacado de los socialistas ricardianos. Su obra principal Una conferencia sobre la felicidad humana publicada en 1825 alcanzó una gran difusión en los medios obreros británicos. Al año siguiente participó en la fundación de la colonia oweniana de Orbiston, aportando incluso dinero, pero la experiencia fracasó al poco tiempo. Después de la publicación de su último libro en 1848 abandonó el campo de la crítica social para dedicarse al mundo editorial.

## Pensamiento
Su obra fundamental la publicó en 1825 con el título de Una conferencia sobre la felicidad humana (A Lecture on Human Hapiness) cuyas tesis socializantes moderó en su obra siguiente Sistema social (Social System) publicada en 1831. La primera obra comenzaba con una declaración con resonancias del «nuevo mundo moral» oweniano:

En el nuevo mundo esperamos asegurar a todos los hombres el valor de los servicios rendidos a la sociedad, sean del género que sean; ajustar la estima en que se tiene a cada cual a su utilidad para promover, en cualquier modo y forma, la felicidad de nuestra especie; y atribuir valor no a trozos de metal, sino a todo lo que puede mejorar la condición de la raza humana, física, moral e intelectualmente.

Gray partía de las ideas de las Ilustración y en especial de Rousseau sobre la naturaleza social del ser humano y sobre su aspiración a la felicidad —para él la meta fundamental de la sociedad era «la igualdad universal de las riquezas y de los medios de felicidad»—, pero constataba que el sistema de producción capitalista no permitía alcanzarla porque los que producían la riqueza, los obreros y los campesinos, no eran los que se beneficiaban de ella, sino los «no trabajadores», los «explotadores», los parásitos que obtenían dinero de la «renta de la tierra» y del «interés del dinero».

Ésta es de hecho la situación actual de Gran Bretaña. Sus habitantes poseen los medios para crear riquezas más allá de todo límite conocido, pero la mitad de ellos desemboca en un estado de pobreza real. […] Lo cierto es que no hay ninguna razón en la naturaleza por la que un hombre deba sujetarse a la pobreza y a la necesidad; la razón por la que hay tanta gente pobre ha de buscarse, pues, en las instituciones de la sociedad

En su análisis de la sociedad capitalista anticipó algunas de las tesis marxistas:

En todas las sociedades donde existe la competencia siempre hay cierto número de desocupados. Cuando un trabajador se encuentra en esta situación, su pregunta natural es: ¿Cómo hago para vivir? Por un lado se le pasa por la cabeza el subsidio parroquial, por el otro la idea de suplantar a quien está empleado. El subsidio parroquial le permite una mera supervivencia; los trabajadores reciben quizá salarios abundantes. Y entonces hace obviamente una petición de empleo con salario reducido, cuya inevitable consecuencia es disminuir los ingresos de las clases productivas al nivel más bajo, es decir a la cantidad apenas suficiente para sustentarse y perpetuar la especie.

De hecho Karl Marx estudió la obra de Gray de la que valoró la relación que establecía entre propiedad y trabajo —«En todas las sociedades el trabajo es la fuente exclusiva de la propiedad, y por consiguiente su exclusivo fundamento», y la propiedad no es sino «trabajo acumulado», por lo que sólo era justa cuando es el resultado del propio trabajo— y la teoría de la explotación capitalista —los «ricos» viven del trabajo ajeno, de la «propiedad ajena»—.
A Marx le interesó especialmente el último libro de Gray Conferencias sobre la naturaleza y el uso del dinero (Lectures on the Nature and Use of Money, 1848) en el que defendía que el oro y el papel moneda no eran medios de cambio naturales y que el dinero debía ser un simple recibo del trabajo realizado, «una prueba de que su poseedor ha contribuido con un determinado valor a la riqueza nacional existente, o bien ha obtenido derechos sobre dicho valor de cualquier persona que haya contribuido con él». Así proponía la creación de un banco nacional y de almacenes comunes de productos a través de los cuales se realizarían los intercambios. Para alcanzar este nuevo sistema económico que eliminaría los males del capitalismo —los intereses, los beneficios, la renta de la tierra, la competencia, etc.— y que incluía también la creación de cooperativas de producción, Gray rechazaba el uso de la violencia pero vaticinaba que «los estratos sociales inferiores» acabarían conquistando el «estado de perfecta independencia y libertad» que las clases superiores le negaban, lográndose así la «distribución de los medios de felicidad a todos», o lo que Robert Owen llamaba un «nuevo mundo moral».